# 初戀 (中島美嘉單曲)
《初戀》，日本女歌手中島美嘉的第36張單曲。2012年12月5日發行。

## 概述
初戀
- 「Dear」、「LOVE IS ECSTASY」、「世界末日前」後連續第四張成為電影主題曲的歌曲。
- 封面的概念由中島本人提出，使用藍色為主色調其實只是因為她從來沒穿過藍色的裙子。雖然她曾經穿過連身裙，卻是第一次穿著深藍色的的連身裙。初次穿著的裙子，以及初戀，都是屬於從未嘗試的東西。至於自行車，是因為在電影中，不時出現中學生同坐自行車的情節。但是當成為大人後，穿著西裝的男人載著坐在後座的貌似OL的女人，就會有著不太好的感覺，就好像回到中學生的樣子。而相比起使用摩托車，感覺自行車更合適，因此便採用了自行車[1]。
- 中島本人表示，這首歌曲的主人公比起去憎恨舊戀人，反而去想起與他溫暖的回憶，以及想著「就算不能再成為戀人，就算已經分開，也想繼續保持朋友的關係」[1]。
- 在錄製本曲時，中島聽取監督與製作人的意見，於歌曲開頭時表現較柔情，其後慢慢注入力量地唱，並表示這種方式雖然是演唱抒情歌曲的慣例，但也是其本人喜歡的唱歌方式[1]。
- 歌曲發行後，索尼音樂官網上傳了中島親手寫給粉絲的訊息，希望他們能於寒冷的季節裡跟重要的人一起聆聽本曲[2]。
- 「第63回NHK紅白歌合戰」的演唱歌曲，是其自2009年後相隔三年第九次登場。

記憶
- 與「初戀」一樣是以大人戀愛的回憶為主題，同樣是與戀人分開後回想從前為主題的歌曲[1]。
- 由其本人親自填詞的歌曲，想像著「這種事情真的發生的話會很傷心吧...」寫下的歌詞。而比起自己實際的體驗，中島比較多都是通過想像而寫下歌詞，而寫下本曲時就是盡量想起傷心的事情[1]。

## 收錄曲目

### CD
1. 初戀
  - 作詞、作曲：三橋隆幸／編曲：Ryosuke“Dr.R”Sakai
  - 電影《今日開始談戀愛》主題歌
2. 記憶
  - 作詞：中島美嘉、大久保友裕／作曲：大久保友裕／編曲：大久保友裕
  - CASIO「SHEEN」廣告歌
3. 世界末日前 World's End Ver.
4. 初戀 (Instrumental)

### DVD
※ 初回生産盤限定
1. 初戀 (Music Video)

## 備註
1. 1 2 3 4 5  . excite.music. 2012-12-03  [2012-12-03]. （原始内容存档于2014-08-21） （日语）.
2. ↑  . sony music japan. 2012-12-08  [2012-12-08]. （原始内容存档于2014-08-21） （日语）.

## 外部連結
Sony Music的作品介紹
- 初回生產限定盤（页面存档备份，存于）
- 通常盤（页面存档备份，存于）